# كينيث بي وليامز
كينيث بي وليامز (بالإنجليزية: Kenneth P. Williams)‏ هو رياضياتي وكاتب أمريكي، ولد في 25 أغسطس 1887 في يوربانا في الولايات المتحدة، وتوفي في 25 سبتمبر 1958.